# Megafobia
Megafobia était des montagnes russes en bois du parc Oakwood Theme Park, situé à Canaston Bridge dans le Pembrokeshire, au Pays de Galles, au Royaume-Uni. Elles ont été construites en 1996 par la société Custom Coasters International, qui voulait se faire connaître en Europe. Le parcours de l'attraction est de type montagnes russes twister.
Megafobia a été la première grande attraction d'Oakwood Theme Park, et a transformé ce petit parc familial en un des parcs majeurs du Royaume-Uni.

## Trains
Megafobia a 2 trains de 6 wagons. Les passagers sont placés à 2 sur 2 rangs, pour un total de 24 passagers par trains.

## Récompenses et classements
Megafobia a été élu deux fois meilleures montagnes russes en bois du monde par un sondage sur internet, le Mitch Hawker's Internet Poll, et s'est toujours placé dans le Top 30 des Golden Ticket Awards dans la catégorie des montagnes russes en bois. Megafobia a aussi été élu meilleures montagnes russes du Royaume-Uni et troisièmes meilleures montagnes russes du monde par les membres du Roller Coaster Club of Great Britain.

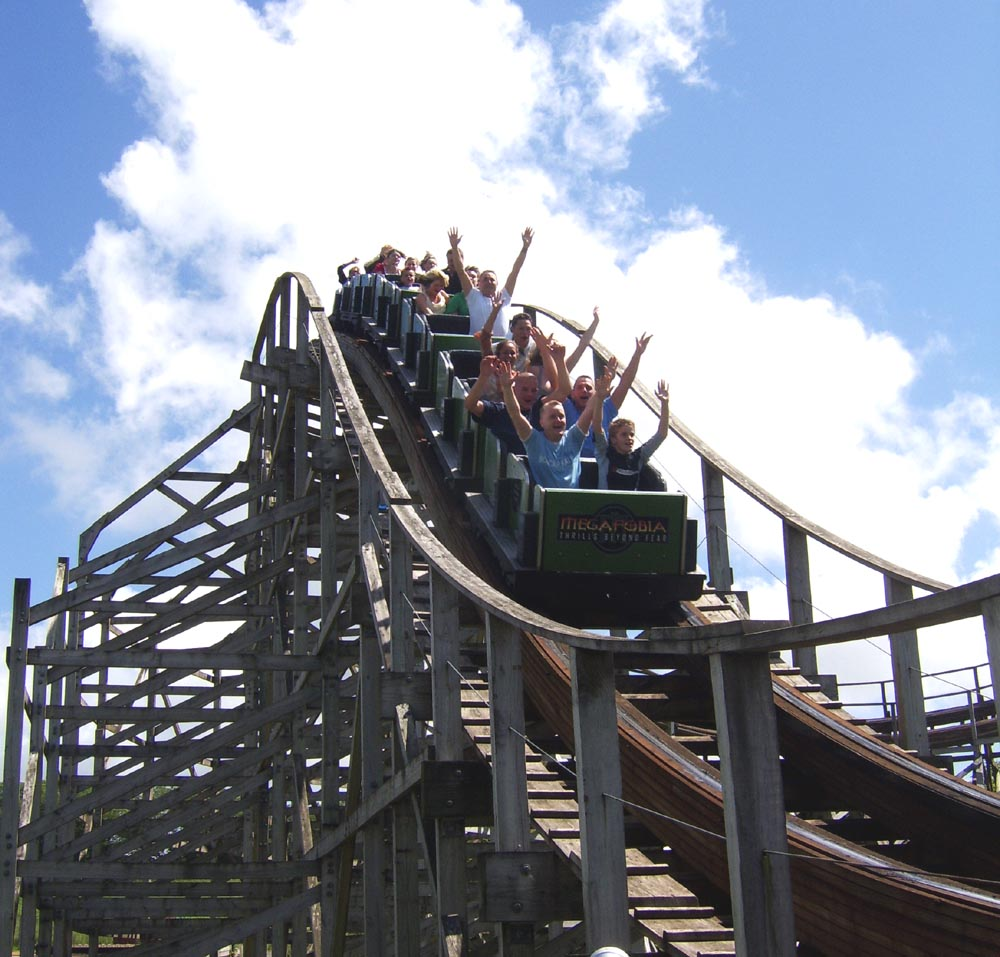

| Rang | 9 | 10 | 9 | 9 | 14 | 13 | 24 | 25 | 22 | 25 | 30 | 20 |

| Rang | 1 | 1 | 3 | 3 | 3 | 5 | 12 | 15 | 9 | 13 | 18 | 25 | 32 | 29 | 30 | 32 |